# Escut de Samoa
L'escut de Samoa fou adoptat el 1962, arran de la independència de la part oest de l'arxipèlag de les illes Samoa (la part oriental continua sota administració nord-americana). Es tracta del mateix escut aprovat el 12 d'abril del 1951, quan Samoa Occidental era un territori en fideïcomís de les Nacions Unides administrat per Nova Zelanda, però canviant el sol ixent de la cimera per una creu.
Entre els elements que el componen, la palmera davant les ones representa l'arxipèlag de Samoa enmig del Pacífic, la creu llatina és símbol de la fe cristiana i la projecció azimutal i les branques són senyals extrets de la bandera de les Nacions Unides.

## Blasonament
D'atzur, la Creu del Sud formada per quatre estrelles grosses i una de més petita d'argent; al cap, d'argent, un mar d'ondes en forma de quatre faixes engrelades de sinople, on ressalta una palmera al natural.
L'escut porta acoblada una projecció azimutal de gules i està voltat per dues branques d'olivera de sinople passades en sautor. Les branques surten de darrere una cinta d'argent amb el lema nacional en samoà: FAʻAVAE I LE ATUA SAMOA ('Samoa se sustenta en Déu'), escrit en lletres majúscules de gules.
Com a cimera de l'escut, i ressaltant damunt la projecció azimutal, una creu llatina d'atzur perfilada d'argent i de gules, radiant, amb tres raigs de gules que es projecten des de cadascun dels angles.

## Escuts utilitzats anteriorment

Escut de la Samoa Alemanya (1900-1914)
Insígnia del Territori fiduciari de Samoa Occidental (1925-1951)
Escut de Samoa Occidental (1951-1962)